# Claude Adam
Pour les articles homonymes, voir Adam (homonymie).
Claude Adam, né le 21 août 1958 à Ettelbruck (Luxembourg), est un instituteur et homme politique luxembourgeois, membre du parti Les Verts (déi Gréng).

## Biographie

### Carrière professionnelle
Il commence sa carrière professionnelle comme instituteur à Kehmen, Mersch et Bissen. Après ses études à l'École supérieure de pédagogie à Heidelberg entre 2000 et 2002, il devient inspecteur scolaire à Sanem et à Pétange. Depuis 2008 il est enseignant vacataire à l’Université du Luxembourg.

### Carrière politique

#### Thèmes
D'un point de vue politique, Claude Adam s'engage beaucoup pour l'éducation.
Un deuxième point fort est la politique étrangère. Depuis 2014, il représente les Verts dans la commission étrangère et il est aussi membre de l'assemblée parlementaire du Conseil de l’Europe.

#### Politique communale
Entre 1999 et décembre 2004, Claude Adam était échevin à la commune de Mersch et entre janvier 2005 et fin 2013 il y était conseiller.

#### Politique nationale
En 1999, Claude Adam figure pour la première fois sur une liste des Verts, mais ne parvient pas à gagner un siège à la Chambre des Députés. Lors des élections du 13 juin 2004, il termine troisième sur la liste des Verts pour la circonscription Centre, ce qu'il lui permet d'obtenir un mandat de député. En 2009, il est réélu et en 2013 il reprend le mandat de François Bausch qui est nommé ministre.
Il est vice-président de la Commission de l’Enseignement supérieur, de la Recherche, des Médias, des communications et de l’Espace à la Chambre.
Claude Adam quitte ses fonctions de député à la Chambre le 16 avril 2018 afin de revenir à sa carrière d'enseignant. Sam Tanson, conseillère d'État, le remplace à partir du 17 avril, date de son assermentation comme députée.